# او لارسن
او لارسن (دانمارکی: Aage Larsen; ۳ اوت ۱۹۲۳ – ۳۱ اکتبر ۲۰۱۶) قایقران روئینگ اهل دانمارک بود.
وی در مسابقات کشوری و بین‌المللی در مجموع برندهٔ ۲ مدال طلا، ۱ مدال نقره شده‌است.